# Teana

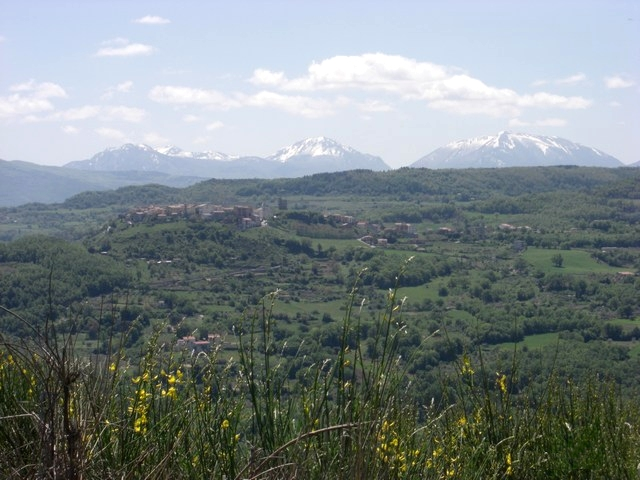
Panorama von Teana

Teana ist eine süditalienische Gemeinde (comune) in der Provinz Potenza in der Basilikata und zählt 509 Einwohner (Stand am 31. Dezember 2023). Die Gemeinde liegt etwa 64,5 Kilometer südsüdöstlich von Potenza im Nationalpark Pollino und gehört zur Comunità Montana Alto Sinni.